# Embalse de Mansilla
El Embalse de Mansilla, se encuentra situado en la Comunidad Autónoma de La Rioja (España), entre los pueblos de Mansilla de la Sierra y Villavelayo. Tiene una capacidad de 68 hm³, ocupando una superficie de 246 hectáreas. Está situado en el río Najerilla, un afluente del río Ebro. Sus aguas ocultan en ellas el antiguo pueblo de Mansilla de la Sierra, cuya iglesia y alguna otra edificación son visibles cuando está bajo.

## Historia

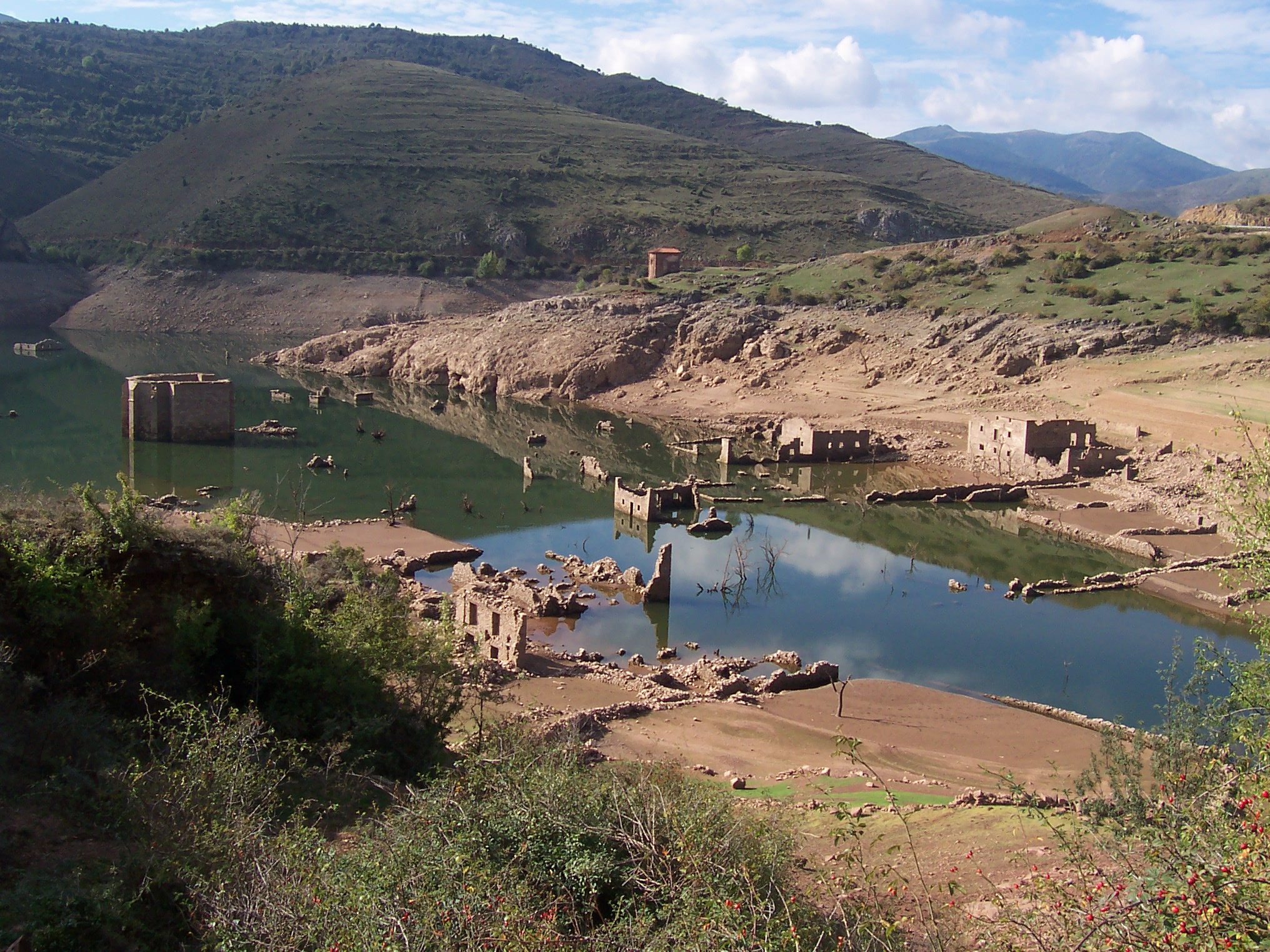
Ruinas del antiguo pueblo de Mansilla.

El Gobierno de la República, en su estudio del plan hidrológico, había elegido este punto, por la confluencia de los ríos, para la construcción de una presa que embalsara el agua para riego y electricidad de los pueblos del Alto-Najerilla, en el que existía una variante, hacer la presa más abajo, de forma que cogiera el río Urbión, y entonces el pueblo de Mansilla no sería inundado.
Corría el año 1935 cuando se dio luz verde al proyecto de construcción de la presa que hoy contiene las aguas del pantano de Mansilla. Un año más tarde estallaba la Guerra Civil y las obras comenzaban un proceso de ralentización que las alargaría durante más de 25 años.
Al no poder llevar a efecto el plan, por la guerra civil, el gobierno de Franco que lo desarrolló, decidió la inundación del pueblo, ya que la otra variante implicaba un nuevo trazado de carretera, que sería más costoso.
Este lapso de tiempo caía a plomo entre los habitantes del pueblo, que pasó de ser, a principios del siglo XX, la localidad más populosa de la comarca, a perder población progresivamente pasando a 400 habitantes en 1940, 200 en 1950 y poco más de 100 en 1959 cuando de concluyó el llenado de la presa.
La falta de previsión en la construcción del nuevo poblado cargó de dramatismo la salida de las familias que todavía residían en el pueblo, hoy bajo el agua. En el invierno de 1958, se comenzó a retener el curso de los ríos Najerilla, Gatón y Portilla, de tal forma que en el mes de marzo de 1959, el agua había anegado sin remedio los más de cuatro kilómetros de cultivos.